# 荻原正也
荻原 正也（おぎわら まさや、1958年7月22日 - ）は、日本の実業家。アイ・ティー・エックス代表取締役社長、同社取締役会長、ニフティ代表取締役社長を経て、同社取締役会長。

## 人物・経歴
熊本県八代市出身。兵庫県立西宮高等学校を経て、1980年神戸大学法学部卒業、日商岩井（現双日）入社。前川一博元パナソニックインフォメーションシステムズ代表取締役社長は、高校のバスケットボール部の2年先輩。2003年アイ・ティー・テレコム（現アイ・ティー・エックス）業務本部副本部長。2009年アイ・ティー・エックス取締役常務執行役員。
2010年からアイ・ティー・エックス代表取締役社長を務め、オリンパス事件を受けオリンパス傘下から日本産業パートナーズ傘下となり利益水準を向上させた。2015年ノジマ傘下となる。2017年アイ・ティー・エックス取締役会長。同年ニフティ代表取締役社長。2019年ニフティ取締役会長。2020年ニフティ顧問。